# ماساهيرو سيكيجوتشي
ماساهيرو سيكيجوتشي (باليابانية: 関口 正大) (مواليد 21 أبريل 1998) هو لاعب كرة قدم ياباني.

## وصلات خارجية
- ماساهيرو سيكيجوتشي على موقع رابطة كرة القدم اليابانية للمحترفين (اليابانية)
- ماساهيرو سيكيجوتشي على موقع قاعدة بيانات كرة القدم.إي يو (الإنجليزية)
- ماساهيرو سيكيجوتشي على موقع Soccerway.com (الإنجليزية)
- ماساهيرو سيكيجوتشي على موقع عالم كرة القدم.نت (الإنجليزية)